# 아메리칸 허슬의 수상 및 후보 목록
다음은 2013년 개봉한 미국의 범죄 코미디 드라마 영화 《아메리칸 허슬》의 수상 및 후보 목록이다. 데이비드 O. 러셀이 감독했다. 러셀과 에릭 워런 싱어가 각본을 썼으며, 1970년대 후반과 1980년대 초의 미국 뉴저지를 배경으로 FBI 요원과 그에 협력하는 사기꾼의 이야기로, 실제로 발생한 '앱스캠 스캔들'을 기반으로 하고 있다. 보스턴, 우스터, 매사추세츠 주와 뉴욕 시에서 촬영 되었다.  크리스찬 베일, 에이미 애덤스, 브래들리 쿠퍼, 제러미 레너와 제니퍼 로렌스의 앙상블 캐스트들이 주연을 맡았다. 영화는 컬럼비아 픽처스 배급으로 2013년 12월 13일에 6개 극장에서 제한적으로 개봉되었다. 이후 12월 20일 미국과 캐나다의 2,500개 이상의 극장에서 확대 개봉되었다. 이 영화는 4000만 달러의 제작비로 2억 5100만 달러를 벌어 들였다. 2014년 기준 러셀의 최고 흥행 영화이기도 하다. 리뷰 제공 웹사이트인 로튼 토마토는 265개의 리뷰를 조사한 결과 93%가 긍정적 인 것으로 나타났다.
제86회 미국 아카데미상에서 《그래비티》와 함께 각각 10개의 후보 지명을 받았다. 또한 오스카 역사상 15번째로 4개의 연기 부문 모두에서 후보로 지명되었다. 그러나 수상을 하지는 못했다. 제71회 골든 글로브상에서 영화는 7개 후보에 지명되어,  영화 뮤지컬·코미디 부문 최우수 작품상과 아담스는 영화 뮤지컬·코미디 부문 최우수 여우주연상, 로렌스는 영화 부문 최우수 여우조연상을 수상하였다. 제67회 영국 아카데미 영화상(BAFTA)에서 10개 부문에 후보 지명되어, 최우수 각본상과 최우수 분장상, 로렌스는 최우수 여우조연상을 수상했다. 영화는 제20회 미국 배우 조합상(SAG)에서 영화 부문 최우수 연기 캐스팅상을 수상했다. 또한 미국 감독 조합상과 미국 제작자 조합상, 미국 극작가 조합상에 후보 지명되었다. 미국 영화 연구소는 2013년 Top 영화 목록에 이 영화를 선정했다.

## 수상 및 후보
| 시상식                                                          | 부문                                           | 수상자                                                 | 결과 | 출처.         |
| --------------------------------------------------------------- | ---------------------------------------------- | ------------------------------------------------------ | ---- | ------------- |
| 호주 AACTA 어워드(오스트레일리아 영화 텔레비전 예술 아카데미상) | 최우수 작품상                                  | 찰스 로븐, 리처드 서클, 메건 엘리슨, 조너선 고든       | 후보 | [ 16 ] [ 17 ] |
| 호주 AACTA 어워드(오스트레일리아 영화 텔레비전 예술 아카데미상) | 최우수 감독상                                  | 데이비드 O. 러셀                                       | 후보 | [ 16 ] [ 17 ] |
| 호주 AACTA 어워드(오스트레일리아 영화 텔레비전 예술 아카데미상) | 최우수 각본상                                  | 에릭 워런 싱어, 데이비드 O. 러셀                       | 수상 | [ 16 ] [ 17 ] |
| 호주 AACTA 어워드(오스트레일리아 영화 텔레비전 예술 아카데미상) | 최우수 남우주연상                              | 크리스찬 베일                                          | 후보 | [ 16 ] [ 17 ] |
| 호주 AACTA 어워드(오스트레일리아 영화 텔레비전 예술 아카데미상) | 최우수 여우주연상                              | 에이미 아담스                                          | 후보 | [ 16 ] [ 17 ] |
| 호주 AACTA 어워드(오스트레일리아 영화 텔레비전 예술 아카데미상) | 최우수 남우조연상                              | 브래들리 쿠퍼                                          | 후보 | [ 16 ] [ 17 ] |
| 호주 AACTA 어워드(오스트레일리아 영화 텔레비전 예술 아카데미상) | 최우수 여우조연상                              | 제니퍼 로렌스                                          | 수상 | [ 16 ] [ 17 ] |
| 미국 아카데미상                                                 | 최우수 작품상                                  | 찰스 로븐, 리처드 서클, 메건 엘리슨, 조너선 고든       | 후보 | [ 18 ]        |
| 미국 아카데미상                                                 | 최우수 감독상                                  | 데이비드 O. 러셀                                       | 후보 | [ 18 ]        |
| 미국 아카데미상                                                 | 최우수 남우주연상                              | 크리스찬 베일                                          | 후보 | [ 18 ]        |
| 미국 아카데미상                                                 | 최우수 여우주연상                              | 에이미 아담스                                          | 후보 | [ 18 ]        |
| 미국 아카데미상                                                 | 최우수 남우조연상                              | 브래들리 쿠퍼                                          | 후보 | [ 18 ]        |
| 미국 아카데미상                                                 | 최우수 여우조연상                              | 제니퍼 로렌스                                          | 후보 | [ 18 ]        |
| 미국 아카데미상                                                 | 최우수 각본상                                  | 에릭 워런 싱어, 데이비드 O. 러셀                       | 후보 | [ 18 ]        |
| 미국 아카데미상                                                 | 최우수 편집상                                  | 제이 캐시디, 크리스핀 스트러더스, 앨런 바움가튼        | 후보 | [ 18 ]        |
| 미국 아카데미상                                                 | 최우수 의상상                                  | 마이클 윌킨슨                                          | 후보 | [ 18 ]        |
| 미국 아카데미상                                                 | 최우수 미술상                                  | 주디 벡커 (프로덕션 디자인), 히더 뢰플러 (세트 디자인) | 후보 | [ 18 ]        |
| 얼라이언스 오브 우먼 필름 저널리스트(여성 영화기자협회상)       | 최우수 작품상                                  | 아메리칸 허슬                                          | 후보 | [ 19 ] [ 20 ] |
| 얼라이언스 오브 우먼 필름 저널리스트(여성 영화기자협회상)       | 최우수 감독상                                  | 데이비드 O. 러셀                                       | 후보 | [ 19 ] [ 20 ] |
| 얼라이언스 오브 우먼 필름 저널리스트(여성 영화기자협회상)       | 최우수 여우조연상                              | 제니퍼 로렌스                                          | 후보 | [ 19 ] [ 20 ] |
| 얼라이언스 오브 우먼 필름 저널리스트(여성 영화기자협회상)       | 최우수 각본상                                  | 에릭 워런 싱어, 데이비드 O. 러셀                       | 후보 | [ 19 ] [ 20 ] |
| 얼라이언스 오브 우먼 필름 저널리스트(여성 영화기자협회상)       | 최우수 앙상블 연기상                           | 아메리칸 허슬                                          | 수상 | [ 19 ] [ 20 ] |
| 얼라이언스 오브 우먼 필름 저널리스트(여성 영화기자협회상)       | 최우수 편집상                                  | 제이 캐시디, 크리스핀 스트러더스, 앨런 바움가튼        | 후보 | [ 19 ] [ 20 ] |
| 얼라이언스 오브 우먼 필름 저널리스트(여성 영화기자협회상)       | AWJF 여성 아이콘상                             | 제니퍼 로렌스                                          | 후보 | [ 19 ] [ 20 ] |
| AARP's 무비 포 그로운업스 어워드                                | 최고의 타임 캡슐상                             | 아메리칸 허슬                                          | 수상 | [ 21 ]        |
| 미국 영화 편집자 협회                                           | 최우수 편집상 - 뮤지컬 코미디 영화 부문        | 제이 캐시디, 크리스핀 스트러더스, 앨런 바움가튼        | 수상 | [ 22 ] [ 23 ] |
| 미국 영화 연구소                                                | 올해의 Top 10 영화                             | 찰스 로븐, 리처드 서클, 메건 엘리슨                    | 수상 | [ 15 ]        |
| 미술 감독 조합상                                                | 최우수 미술상 - 시대 영화                      | 주디 벡커                                              | 후보 | [ 24 ]        |
| 영국 아카데미 영화상(BAFTA)                                     | 최우수 작품상                                  | 찰스 로븐, 리처드 서클, 메건 엘리슨, 조너선 고든       | 후보 | [ 9 ] [ 10 ]  |
| 영국 아카데미 영화상(BAFTA)                                     | 최우수 감독상                                  | 데이비드 O. 러셀                                       | 후보 | [ 9 ] [ 10 ]  |
| 영국 아카데미 영화상(BAFTA)                                     | 최우수 남우주연상                              | 크리스찬 베일                                          | 후보 | [ 9 ] [ 10 ]  |
| 영국 아카데미 영화상(BAFTA)                                     | 최우수 여우주연상                              | 에이미 아담스                                          | 후보 | [ 9 ] [ 10 ]  |
| 영국 아카데미 영화상(BAFTA)                                     | 최우수 남우조연상                              | 브래들리 쿠퍼                                          | 후보 | [ 9 ] [ 10 ]  |
| 영국 아카데미 영화상(BAFTA)                                     | 최우수 여우조연상                              | 제니퍼 로렌스                                          | 수상 | [ 9 ] [ 10 ]  |
| 영국 아카데미 영화상(BAFTA)                                     | 최우수 각본상                                  | 에릭 워런 싱어, 데이비드 O. 러셀                       | 수상 | [ 9 ] [ 10 ]  |
| 영국 아카데미 영화상(BAFTA)                                     | 최우수 미술상                                  | 주디 벡커                                              | 후보 | [ 9 ] [ 10 ]  |
| 영국 아카데미 영화상(BAFTA)                                     | 최우수 의상상                                  | 마이클 윌킨슨                                          | 후보 | [ 9 ] [ 10 ]  |
| 영국 아카데미 영화상(BAFTA)                                     | 최우수 분장상                                  | 에블린 노라즈, 노리 맥코이-벨, 캐서린 고든             | 수상 | [ 9 ] [ 10 ]  |
| 크리틱스 초이스 영화상(미국 방송 영화 비평가 협회상)            | 최우수 작품상                                  | 아메리칸 허슬                                          | 후보 | [ 25 ] [ 26 ] |
| 크리틱스 초이스 영화상(미국 방송 영화 비평가 협회상)            | 최우수 감독상                                  | 데이비드 O. 러셀                                       | 후보 | [ 25 ] [ 26 ] |
| 크리틱스 초이스 영화상(미국 방송 영화 비평가 협회상)            | 최우수 남우주연상                              | 크리스찬 베일                                          | 후보 | [ 25 ] [ 26 ] |
| 크리틱스 초이스 영화상(미국 방송 영화 비평가 협회상)            | 최우수 남우조연상                              | 브래들리 쿠퍼                                          | 후보 | [ 25 ] [ 26 ] |
| 크리틱스 초이스 영화상(미국 방송 영화 비평가 협회상)            | 최우수 여우조연상                              | 제니퍼 로렌스                                          | 후보 | [ 25 ] [ 26 ] |
| 크리틱스 초이스 영화상(미국 방송 영화 비평가 협회상)            | 최우수 앙상블 연기상                           | 아메리칸 허슬                                          | 수상 | [ 25 ] [ 26 ] |
| 크리틱스 초이스 영화상(미국 방송 영화 비평가 협회상)            | 최우수 각본상                                  | 에릭 워런 싱어, 데이비드 O. 러셀                       | 후보 | [ 25 ] [ 26 ] |
| 크리틱스 초이스 영화상(미국 방송 영화 비평가 협회상)            | 최우수 코미디 영화상                           | 아메리칸 허슬                                          | 수상 | [ 25 ] [ 26 ] |
| 크리틱스 초이스 영화상(미국 방송 영화 비평가 협회상)            | 최우수 남우주연상 - 코미디 영화부문            | 크리스찬 베일                                          | 후보 | [ 25 ] [ 26 ] |
| 크리틱스 초이스 영화상(미국 방송 영화 비평가 협회상)            | 최우수 여우주연상 - 코미디 영화부문            | 에이미 아담스                                          | 수상 | [ 25 ] [ 26 ] |
| 크리틱스 초이스 영화상(미국 방송 영화 비평가 협회상)            | 최우수 의상상                                  | 마이클 윌킨슨                                          | 후보 | [ 25 ] [ 26 ] |
| 크리틱스 초이스 영화상(미국 방송 영화 비평가 협회상)            | 최우수 편집상                                  | 제이 캐시디, 크리스핀 스트러더스, 앨런 바움가튼        | 후보 | [ 25 ] [ 26 ] |
| 크리틱스 초이스 영화상(미국 방송 영화 비평가 협회상)            | 최우수 분장상                                  | 아메리칸 허슬                                          | 수상 | [ 25 ] [ 26 ] |
| 미국 캐스팅 협회                                                | 빅 버짓 드라마상                               | 마리 베뉴, 린제이 그레이험, 안젤라 페리                | 후보 | [ 27 ]        |
| 시카고 영화 비평가 협회                                         | 최우수 작품상                                  | 아메리칸 허슬                                          | 후보 | [ 28 ] [ 29 ] |
| 시카고 영화 비평가 협회                                         | 최우수 감독상                                  | 데이비드 O. 러셀                                       | 후보 | [ 28 ] [ 29 ] |
| 시카고 영화 비평가 협회                                         | 최우수 여우조연상                              | 제니퍼 로렌스                                          | 후보 | [ 28 ] [ 29 ] |
| 시카고 영화 비평가 협회                                         | 최우수 각본상                                  | 에릭 워런 싱어, 데이비드 O. 러셀                       | 후보 | [ 28 ] [ 29 ] |
| 시카고 영화 비평가 협회                                         | 최우수 편집상                                  | 제이 캐시디, 크리스핀 스트러더스, 앨런 바움가튼        | 후보 | [ 28 ] [ 29 ] |
| 의상 감독 조합상                                                | 최우수 의상상 - 시대 영화부문                  | 마이클 윌킨슨                                          | 후보 | [ 30 ]        |
| 댈러스-포트워스 영화 비평가 협회                                | 최우수 작품상                                  | 아메리칸 허슬                                          | 4위  | [ 31 ]        |
| 댈러스-포트워스 영화 비평가 협회                                | 최우수 감독상                                  | 데이비드 O. 러셀                                       | 4위  | [ 31 ]        |
| 댈러스-포트워스 영화 비평가 협회                                | 최우수 여우조연상                              | 제니퍼 로렌스                                          | 3위  | [ 31 ]        |
| 디트로이트 영화 비평가 협회                                     | 최우수 감독상                                  | 데이비드 O. 러셀                                       | 후보 | [ 32 ] [ 33 ] |
| 디트로이트 영화 비평가 협회                                     | 최우수 여우주연상                              | 에이미 아담스                                          | 후보 | [ 32 ] [ 33 ] |
| 디트로이트 영화 비평가 협회                                     | 최우수 여우조연상                              | 제니퍼 로렌스                                          | 후보 | [ 32 ] [ 33 ] |
| 디트로이트 영화 비평가 협회                                     | 최우수 앙상블상                                | 아메리칸 허슬                                          | 수상 | [ 32 ] [ 33 ] |
| 디트로이트 영화 비평가 협회                                     | 최우수 각본상                                  | 에릭 워런 싱어, 데이비드 O. 러셀                       | 후보 | [ 32 ] [ 33 ] |
| 미국 감독 조합상                                                | 장편 영화부문 최우수 감독상                    | 데이비드 O. 러셀                                       | 후보 | [ 12 ]        |
| 도리안 어워드(게이 앤드 레즈비언 엔터테인먼트 비평가협회)       | 올해의 영화상                                  | 아메리칸 허슬                                          | 후보 | [ 34 ]        |
| 엠파이어상                                                      | 최우수 여우주연상                              | 에이미 아담스                                          | 후보 | [ 35 ] [ 36 ] |
| 엠파이어상                                                      | 최우수 여우조연상                              | 제니퍼 로렌스                                          | 후보 | [ 35 ] [ 36 ] |
| 플로리다 영화 비평가 협회                                       | 최우수 작품상                                  | 아메리칸 허슬                                          | 2위  | [ 37 ]        |
| 플로리다 영화 비평가 협회                                       | 최우수 여우조연상                              | 제니퍼 로렌스                                          | 2위  | [ 37 ]        |
| 플로리다 영화 비평가 협회                                       | 최우수 각본상                                  | 에릭 워런 싱어, 데이비드 O. 러셀                       | 2위  | [ 37 ]        |
| 플로리다 영화 비평가 협회                                       | 최우수 미술상                                  | 주디 벡커, 제시 로즌탈                                 | 2위  | [ 37 ]        |
| 골든 글로브 시상식                                              | 영화 뮤지컬·코미디 부문 최우수 작품상          | 아메리칸 허슬                                          | 수상 | [ 7 ] [ 8 ]   |
| 골든 글로브 시상식                                              | 최우수 감독상                                  | 데이비드 O. 러셀                                       | 후보 | [ 7 ] [ 8 ]   |
| 골든 글로브 시상식                                              | 영화 뮤지컬·코미디 부문 최우수 남우주연상      | 크리스찬 베일                                          | 후보 | [ 7 ] [ 8 ]   |
| 골든 글로브 시상식                                              | 영화 뮤지컬·코미디 부문 최우수 여우주연상      | 에이미 아담스                                          | 수상 | [ 7 ] [ 8 ]   |
| 골든 글로브 시상식                                              | 영화부문 최우수 남우조연상                     | 브래들리 쿠퍼                                          | 후보 | [ 7 ] [ 8 ]   |
| 골든 글로브 시상식                                              | 영화부문 최우수 여우조연상                     | 제니퍼 로렌스                                          | 수상 | [ 7 ] [ 8 ]   |
| 골든 글로브 시상식                                              | 최우수 각본상                                  | 에릭 워런 싱어, 데이비드 O. 러셀                       | 후보 | [ 7 ] [ 8 ]   |
| 할리우드 영화제                                                 | 최우수 의상상                                  | 마이클 윌킨슨                                          | 수상 | [ 38 ]        |
| 할리우드 영화제                                                 | 최우수 미술상                                  | 주디 벡커                                              | 수상 | [ 38 ]        |
| 휴스턴 영화 비평가 협회                                         | 최우수 작품상                                  | 아메리칸 허슬                                          | 후보 | [ 39 ]        |
| 휴스턴 영화 비평가 협회                                         | 최우수 여우조연상                              | 제니퍼 로렌스                                          | 후보 | [ 39 ]        |
| 휴스턴 영화 비평가 협회                                         | 최우수 각본상                                  | 에릭 워런 싱어, 데이비드 O. 러셀                       | 후보 | [ 39 ]        |
| IFTA 어워드(아일랜드 영화 & 텔레비전 아카데미상)                | 해외부문 여우주연상                            | 에이미 아담스                                          | 후보 | [ 40 ] [ 41 ] |
| 촬영지 매니저 조합상                                            | 최우수 업적상 - 로케이션 프로패셔널 장편 영화  | 데이비드 벨라스코                                      | 후보 | [ 42 ]        |
| 촬영지 매니저 조합상                                            | 최우수 로케이션 영화상                         | 아메리칸 허슬                                          | 후보 | [ 42 ]        |
| 런던 영화 비평가 협회                                           | 올해의 최우수 여우조연상                       | 제니퍼 로렌스                                          | 후보 | [ 43 ]        |
| 런던 영화 비평가 협회                                           | 올해의 최우수 영국 남우주연상                  | 크리스찬 베일                                          | 후보 | [ 43 ]        |
| 런던 영화 비평가 협회                                           | 기술 업적상                                    | 주디 벡커 (프로덕션 디자인)                            | 후보 | [ 43 ]        |
| 영화 음향 편집(MPSE 골든 릴 어워드)                             | 최우수 음향 편집상 - 뮤직 스코어 장편 영화     | 수잔 제이콥스                                          | 후보 | [ 44 ] [ 45 ] |
| 영화 음향 편집(MPSE 골든 릴 어워드)                             | 최우수 음향 편집상 -다이얼로그 & ADR 장편 영화 | 존 로스                                                | 후보 | [ 44 ] [ 45 ] |
| MTV 무비 & TV 어워드                                            | 올해의 영화상                                  | 아메리칸 허슬                                          | 후보 | [ 46 ]        |
| MTV 무비 & TV 어워드                                            | 최고의 남자배우상                              | 브래들리 쿠퍼                                          | 후보 | [ 46 ]        |
| MTV 무비 & TV 어워드                                            | 최고의 여자배우상                              | 에이미 아담스                                          | 후보 | [ 46 ]        |
| MTV 무비 & TV 어워드                                            | 최고의 스크린 커플상                           | 에이미 아담스, 크리스찬 베일                           | 후보 | [ 46 ]        |
| MTV 무비 & TV 어워드                                            | 최고의 키스상                                  | 제니퍼 로렌스, 에이미 아담스                           | 후보 | [ 46 ]        |
| MTV 무비 & TV 어워드                                            | 최고의 뮤지컬 장면상                           | 제니퍼 로렌스의 "Live & Let Die" 노래 씬               | 후보 | [ 46 ]        |
| MTV 무비 & TV 어워드                                            | 최고의 스크린 변신상                           | 크리스찬 베일                                          | 후보 | [ 46 ]        |
| MTV 무비 & TV 어워드                                            | 최고의 카메오상                                | 로버트 드 니로                                         | 후보 | [ 46 ]        |
| 내셔널 소사이어티 비평가 협회(전미 영화 비평가 협회상)          | 최우수 여우조연상                              | 제니퍼 로렌스                                          | 수상 | [ 47 ]        |
| 뉴욕 영화 비평가 협회                                           | 최우수 작품상                                  | 아메리칸 허슬                                          | 수상 | [ 48 ]        |
| 뉴욕 영화 비평가 협회                                           | 최우수 여우주연상                              | 에이미 아담스                                          | 2위  | [ 48 ]        |
| 뉴욕 영화 비평가 협회                                           | 최우수 여우조연상                              | 제니퍼 로렌스                                          | 수상 | [ 48 ]        |
| 뉴욕 영화 비평가 협회                                           | 최우수 각본상                                  | 에릭 워런 싱어, 데이비드 O. 러셀                       | 수상 | [ 48 ]        |
| 뉴욕 온라인 영화 비평가 협회                                    | 최우수 앙상블 연기상                           | 아메리칸 허슬                                          | 수상 | [ 49 ]        |
| 온라인 영화 비평가 협회                                         | 최우수 작품상                                  | 아메리칸 허슬                                          | 후보 | [ 50 ]        |
| 온라인 영화 비평가 협회                                         | 최우수 여우주연상                              | 에이미 아담스                                          | 후보 | [ 50 ]        |
| 온라인 영화 비평가 협회                                         | 최우수 여우조연상                              | 제니퍼 로렌스                                          | 후보 | [ 50 ]        |
| 온라인 영화 비평가 협회                                         | 최우수 각본상                                  | 에릭 워런 싱어, 데이비드 O. 러셀                       | 후보 | [ 50 ]        |
| 팜스프링스 국제 영화제                                          | 최우수 앙상블상                                | 아메리칸 허슬                                          | 수상 | [ 51 ]        |
| 미국 제작자 조합상                                              | 최우수 연극 영화 작품상                        | 아메리칸 허슬                                          | 후보 | [ 13 ]        |
| 샌디에이고 영화 비평가 협회                                     | 최우수 여우조연상                              | 제니퍼 로렌스                                          | 후보 | [ 52 ] [ 53 ] |
| 샌디에이고 영화 비평가 협회                                     | 최우수 앙상블 연기상                           | 아메리칸 허슬                                          | 수상 | [ 52 ] [ 53 ] |
| 샌프란시스코 영화 비평가 협회                                   | 최우수 작품상                                  | 아메리칸 허슬                                          | 후보 | [ 54 ] [ 55 ] |
| 샌프란시스코 영화 비평가 협회                                   | 최우수 감독상                                  | 데이비드 O. 러셀                                       | 후보 | [ 54 ] [ 55 ] |
| 샌프란시스코 영화 비평가 협회                                   | 최우수 여우조연상                              | 제니퍼 로렌스                                          | 수상 | [ 54 ] [ 55 ] |
| 샌프란시스코 영화 비평가 협회                                   | 최우수 각본상                                  | 에릭 워런 싱어, 데이비드 O. 러셀                       | 수상 | [ 54 ] [ 55 ] |
| 샌프란시스코 영화 비평가 협회                                   | 최우수 미술상                                  | 주디 벡커                                              | 후보 | [ 54 ] [ 55 ] |
| 샌프란시스코 영화 비평가 협회                                   | 최우수 편집상                                  | 제이 캐시디, 크리스핀 스트러더스, 앨런 바움가튼        | 후보 | [ 54 ] [ 55 ] |
| 새틀라이트상(국제비평가협회상)                                  | 최우수 작품상                                  | 아메리칸 허슬                                          | 후보 | [ 56 ] [ 57 ] |
| 새틀라이트상(국제비평가협회상)                                  | 최우수 감독상                                  | 데이비드 O. 러셀                                       | 후보 | [ 56 ] [ 57 ] |
| 새틀라이트상(국제비평가협회상)                                  | 영화부문 최우수 남우주연상                     | 크리스찬 베일                                          | 후보 | [ 56 ] [ 57 ] |
| 새틀라이트상(국제비평가협회상)                                  | 영화부문 최우수 여우주연상                     | 에이미 아담스                                          | 후보 | [ 56 ] [ 57 ] |
| 새틀라이트상(국제비평가협회상)                                  | 영화부문 최우수 남우조연상                     | 브래들리 쿠퍼                                          | 후보 | [ 56 ] [ 57 ] |
| 새틀라이트상(국제비평가협회상)                                  | 영화부문 최우수 여우조연상                     | 제니퍼 로렌스                                          | 후보 | [ 56 ] [ 57 ] |
| 새틀라이트상(국제비평가협회상)                                  | 최우수 각본상                                  | 에릭 워런 싱어, 데이비드 O. 러셀                       | 수상 | [ 56 ] [ 57 ] |
| 새틀라이트상(국제비평가협회상)                                  | 최우수 편집상                                  | 제이 캐시디, 크리스핀 스트러더스, 앨런 바움가튼        | 수상 | [ 56 ] [ 57 ] |
| 스크린 액터 길드 어워드(미국 배우 조합상)                       | 영화부문 최우수 연기 캐스팅상                  | 아메리칸 허슬                                          | 수상 | [ 11 ] [ 58 ] |
| 스크린 액터 길드 어워드(미국 배우 조합상)                       | 영화부문 최우수 여우조연상                     | 제니퍼 로렌스                                          | 후보 | [ 11 ] [ 58 ] |
| 미국 촬영 감독 협회상                                           | 올해의 촬영 감독상                             | 리누스 산드그렌                                        | 후보 | [ 59 ]        |
| 세인트루이스 게이트웨이 영화 비평가 협회                        | 최우수 작품상                                  | 아메리칸 허슬                                          | 2위  | [ 60 ] [ 61 ] |
| 세인트루이스 게이트웨이 영화 비평가 협회                        | 최우수 감독상                                  | 데이비드 O. 러셀                                       | 후보 | [ 60 ] [ 61 ] |
| 세인트루이스 게이트웨이 영화 비평가 협회                        | 최우수 남우주연상                              | 크리스찬 베일                                          | 후보 | [ 60 ] [ 61 ] |
| 세인트루이스 게이트웨이 영화 비평가 협회                        | 최우수 여우주연상                              | 에이미 아담스                                          | 후보 | [ 60 ] [ 61 ] |
| 세인트루이스 게이트웨이 영화 비평가 협회                        | 최우수 여우조연상                              | 제니퍼 로렌스                                          | 후보 | [ 60 ] [ 61 ] |
| 세인트루이스 게이트웨이 영화 비평가 협회                        | 최우수 각본상                                  | 에릭 워런 싱어, 데이비드 O. 러셀                       | 2위  | [ 60 ] [ 61 ] |
| 세인트루이스 게이트웨이 영화 비평가 협회                        | 최우수 사운드트랙상                            | 아메리칸 허슬                                          | 후보 | [ 60 ] [ 61 ] |
| 틴 초이스 어워드                                                | 초이스 무비: 드라마부문                        | 아메리칸 허슬                                          | 후보 | [ 62 ]        |
| 틴 초이스 어워드                                                | 초이스 무비: 남자배우상                        | 브래들리 쿠퍼                                          | 후보 | [ 62 ]        |
| 틴 초이스 어워드                                                | 초이스 무비: 드라마 여자배우상                 | 제니퍼 로렌스                                          | 후보 | [ 62 ]        |
| 토론토 영화 비평가 협회                                         | 최우수 여우조연상                              | 제니퍼 로렌스                                          | 수상 | [ 63 ] [ 64 ] |
| 밴쿠버 영화 비평가 협회                                         | 최우수 여우조연상                              | 제니퍼 로렌스                                          | 수상 | [ 65 ] [ 66 ] |
| 밴쿠버 영화 비평가 협회                                         | 최우수 남우조연상                              | 브래들리 쿠퍼                                          | 후보 | [ 65 ] [ 66 ] |
| 워싱턴 D.C. 아레아 영화 비평가 협회                             | 최우수 작품상                                  | 아메리칸 허슬                                          | 후보 | [ 67 ]        |
| 워싱턴 D.C. 아레아 영화 비평가 협회                             | 최우수 여우조연상                              | 제니퍼 로렌스                                          | 후보 | [ 67 ]        |
| 워싱턴 D.C. 아레아 영화 비평가 협회                             | 최우수 각본상                                  | 에릭 워런 싱어, 데이비드 O. 러셀                       | 후보 | [ 67 ]        |
| 워싱턴 D.C. 아레아 영화 비평가 협회                             | 최우수 앙상블 연기상                           | 아메리칸 허슬                                          | 후보 | [ 67 ]        |
| 미국 극작가 조합상                                              | 최우수 각본상                                  | 에릭 워런 싱어, 데이비드 O. 러셀                       | 후보 | [ 14 ]        |

## 참고
1. ↑  아웃 오브 더 퍼니스와 함께